# Расса (город)
Расса (итал. Rassa) — коммуна в Италии, располагается в регионе Пьемонт, в провинции Верчелли.
Население составляет 77 человек (2008 г.), плотность населения составляет 2 чел./км². Занимает площадь 44 км². Почтовый индекс — 13020. Телефонный код — 0163.
Покровителем коммуны почитается святой Крест Господень, празднование 3 мая. Также покровителем почитается святой Иосиф, празднование  во второе воскресение августа.

## Демография
Динамика населения:

## Администрация коммуны
- Официальный сайт: https://web.archive.org/web/20181230053301/http://rassavalsesia.com/